# Gove City (Kansas)
Gove City – miasto położone w Hrabstwo Gove. Liczba ludności w 2010 roku wynosiła 80. Miasto jest siedzibą hrabstwa.